# Fenyloglikolany
Fenyloglikolany – podgrupa psychotoksycznych bojowych środków trujących, estrów pochodnych kwasu fenyloglikolowego o ogólnym wzorze:
gdzie:
- R1 – heterocykliczny, podstawiony iminoalkohol
- R2 – podstawnik cykloalkilowy, alkilowy lub alkenylowy

Fenyloglikolany wykazują silne działanie na ośrodkowy układ nerwowy człowieka. Są słabo rozpuszczalne w wodzie. Hydrolizują powoli. Przenikają przez skórę.
Objawy zatrucia występują po ok. 60 minutach i nasilając się trwają od kilku do kilkudziesięciu godzin (w zależności od wchłoniętej dawki). Początkowo są to: suchość w gardle, rozszerzenie źrenic, osłabienie mięśni i przyspieszone tętno. Po ok. 1 godzinie następuje rozstrój psychiczny. Silnym halucynacjom towarzyszą zaburzenia mowy, utrata zdolności koncentracji i orientacji w czasie i przestrzeni. Stan intensywnych halucynacji przypomina schizofrenię.
Przedstawicielem grupy fenyloglikolanów jest ditran.